# 富山市立芝園小学校
富山市立芝園小学校（とやましりつ しばぞのしょうがっこう）は、富山県富山市芝園町にある公立小学校。

## 沿革
- 2005年4月9日 - 総曲輪小学校と八人町小学校が統合し、開校式。旧総曲輪小学校を仮校舎とする[2]。
- 2006年4月8日 - 安野屋小学校と統合（記念式）[2]。
- 2008年4月5日 - 愛宕小学校の統合（記念式及び芝園中学校との共用校舎の竣工式）[2]。

## 通学区域
安住町、荒町、磯部町一丁目、一番町、今木町、越前町、蛯町、大手町、鹿島町一丁目～二丁目、小島町、桜木町、桜橋通り、桜町一丁目～二丁目、七軒町、芝園町一丁目～三丁目、白銀町、新川原町、新桜町、新総曲輪、砂町、諏訪川原一丁目～三丁目、総曲輪一丁目～四丁目、千歳町一丁目～二丁目、常盤町、 豊川町、土居原町(6番 16～19号のみ) 、西四十物町、西町、旅籠町、八人町、日之出町、 東田地方町一丁目 1,2,5,6番、平吹町、舟橋北町、舟橋南町、本町、本丸、丸の内一丁目～三丁目、 安野屋町一丁目～三丁目、愛宕町一丁目～二丁目、牛島町、牛島本町一丁目～二丁目、内幸町、木場町、新富町一丁目～二丁目、神通本町一丁目～二丁目、神通町一丁目～三丁目、宝町一丁目～二丁目、舟橋今町、 湊入船町(14～16番のみ)、明輪町、安田町

## 進学先中学校
- 富山市立芝園中学校（当小学校と校舎を共有）

## 周辺
- 富山県立富山中部高等学校
- 富山県総合庁舎
- 神通川